# Ткаченко Іван Валерійович
Іван Валерійович Ткаченко (нар. 21 грудня 1964, Десантне, Одеська область, УРСР) — придністровський політик, міністр охорони здоров'я і соціального захисту.

## Біографія
Народився 21 грудня 1964 у селі Десантне, Кілійського району Одеської області. Навчався у середній школі № 40 міста Кишинів з 1972 по 1980 рік. З 1984 по 1986 роки проходив службу в рядах Радянської армії.

### Освіта
- З 1980 по 1984 рік навчався в Кишинівському базовому медичному училищі. Після закінчення медичного училища, до служби в армії, працював фельдшером у швидкій допомозі.
- У 1986—1992 роках — навчання в Кишинівському державному медичному університеті ім. Н. Тестіміцану, закінчив з відзнакою, за спеціальністю лікувальна справа, кваліфікація — лікар.
- У 2003—2009 роках — навчання в Одеській національній юридичній академії, закінчив з відзнакою і здобув ступінь магістра, за спеціальністю правознавство.
- У 2004 — 2009 роках навчання в Московському інституті підприємництва і права, закінчив і здобув ступінь бакалавра за спеціальністю менеджмент.
- Має вищу кваліфікаційну категорію за спеціальністю «Організація охорони здоров'я та соціальна гігієна» та за спеціальністю «Кардіологія».

### Кар'єра
- З серпня 1992 по липень 1993 року — лікар-інтерн в Республіканській клінічній лікарні (РКБ) м. Тирасполь.
- З серпня 1993 по жовтень 1993 року — лікар-кардіолог кардіологічного відділення в РКБ м. Тирасполь.
- З жовтня 1993 по лютий 2000 року — завідувач 1-го кардіологічного відділення РКБ.
- З лютого 2000 року — на посаді міністра охорони здоров'я Придністровської Молдавської Республіки.
- З 25 липня 2000 року, у зв'язку з реорганізацією, призначений на посаду міністра охорони здоров'я та соціального захисту Придністровської Молдавської Республіки.
- 30 грудня 2011 року — подав у відставку.

## Нагороди та звання
- Орден «Трудова слава».
- Медаль «За трудову доблесть».
- Звання «Відмінник охорони здоров'я ПМР».
- Звання «Заслужений працівник охорони здоров'я ПМР»[1].

## Сім'я
- Одружений. Виховує доньку.